# 井上友碩
井上友碩（1680年—1726年），生於美濃，為棋聖道策的徒弟，後來改師事名人道節，自報姓名高橋友碩，也曾使用過菊川這個姓。
與大八歲的師兄井上策雲亦師亦友，策雲當上井上家家督（改名井上因節因碩）隔年即立之為跡目，並改名為井上友碩，隔年首次出賽御城碁；棋力晉升到上手，1726年四十六歲去世，算是早逝的跡目裡，年紀最大的。

## 外部連結
日本圍棋故事